# Gafrarium pectinatum
Gafrarium pectinatum is een tweekleppigensoort uit de familie Veneridae. De wetenschappelijke naam van de soort is gepubliceerd in 1758 door Linnaeus als Venus pectinata in de tiende editie van Systema naturae.
Rechter en linker klep van hetzelfde exemplaar:

Rechter Klep
Linker Klep